# Rehrücken (Fleisch)

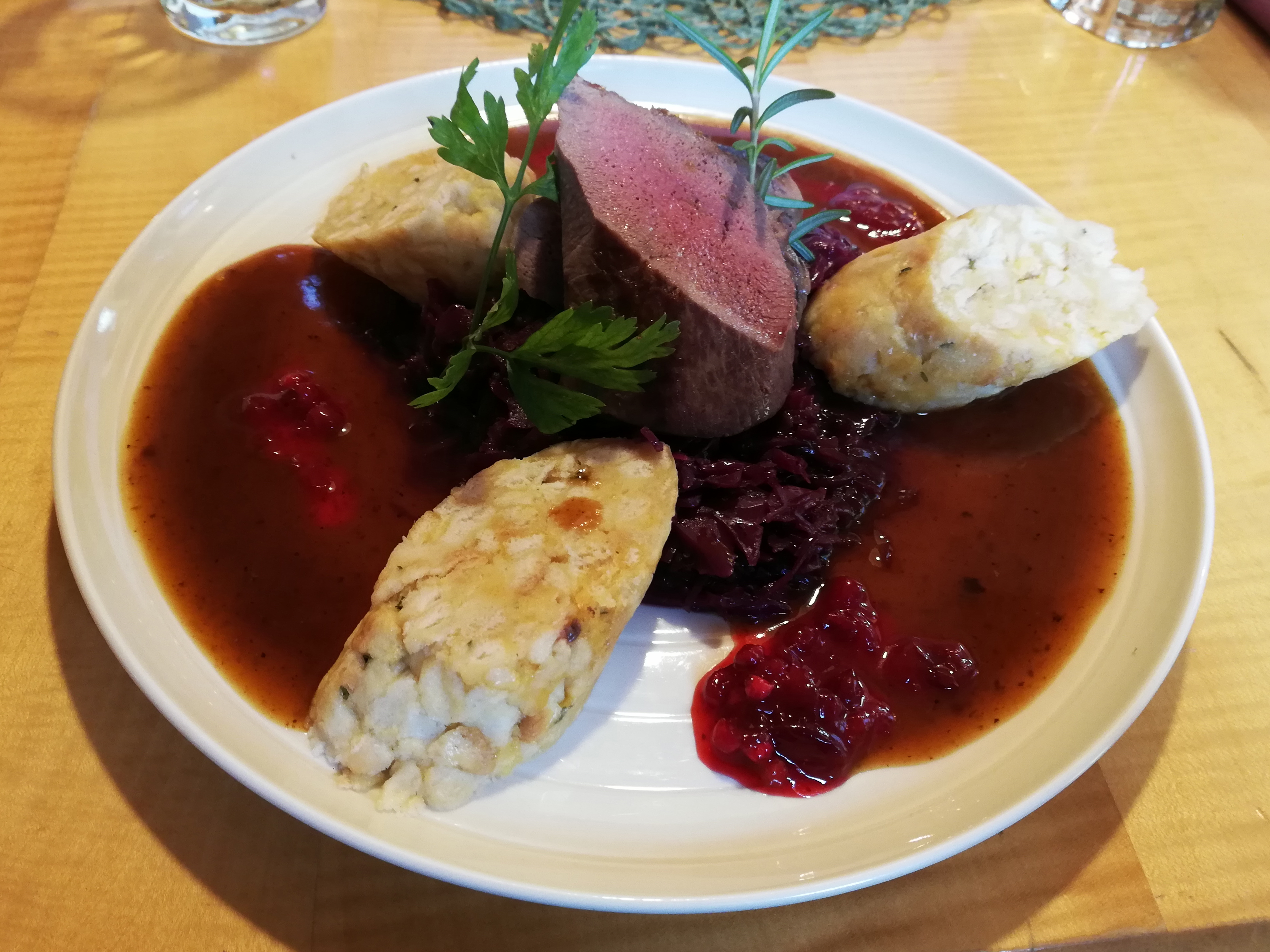
Rehrücken mit Blaukraut und Serviettenknödel, Österreich

Als Rehrücken beziehungsweise Rehsattel (frz. selle de chevreuil) bezeichnet man ein Fleischteil vom Reh. Rehsattel wird der zwischen den Karrees und den Keulen liegende Teil genannt, zusammen mit dem davor im Rippenbereich gelegenen Teil bildet er den Rücken der Tiere. Er wird oft um den rückwärtigen Halsbereich (Nacken und Kamm) verlängert als Rehrücken angeboten.

## Zubereitung
Der bei der Zerlegung grob zugeschnittene Rehrücken wird zuerst gereinigt und von Sehnen und anderen Parüren befreit. Traditionell wird das Fleisch danach zunächst mariniert, je nach Rezept und Qualität des Fleischs entfällt dieser Schritt in der modernen Küche. Anschließend wird der Rücken oft mit Speck gespickt, seltener mit Speckscheiben umwickelt, bardiert. Die Garzeit von Rehrücken ähnelt der von Hasen, und ist deutlich kürzer als die für Hirsch- oder Wildschweinrücken übliche. Er wird in der Regel rosa gebraten.

## Varianten
- Rehrücken Baden-Baden: mit Birnenkompott und Johannisbeergelee
- Rehrücken Berny: mit Berny-Kartoffeln, Tortelette mit Linsenpüree und Trüffel
- Rehrücken kalifornische Art: Als Rücken gebraten, ausgekühlt, das Fleisch ausgelöst und tranchiert. Einen Salat aus Ananas, Apfel, rohen Champignons und Bleichsellerie mit Rahmmayonnaise binden. Die Karkasse wird anschließend mit dem Salat gefüllt und mit den Fleischscheiben belegt. Mit glasierten Kirschen, Ananas und Birnen garnieren.
- Rehrücken Lucullus: Als gespickter Rücken gebraten, erkaltet, das Fleisch ausgelöst und in schräge Tranchen geschnitten. Anschließend die Scheiben mit Gänselebermus bestreichen, auf der Karkasse zusammensetzen und mit Trüffelscheiben dekorieren. Der Rücken wird alsdann mit Madeiragelee glasiert. Mit Trüffel und Gänseleber garnieren.

Steaks aus dem Rehrücken werden üblicherweise „zweifingerdick“ vom Sattel zugeschnitten. Sie werde à la minute am Knochen rosa gebraten.

## Quelle
- Herings Lexikon der Küche. 25. Auflage. Fachbuchverlag Pfannenberg, Haan-Gruiten 2016, S. 408–410 u. 878, ISBN 978-3-86820-344-8.